# Shimon Dotan
Pour les articles homonymes, voir Dotan.
Shimon Dotan (en hébreu שמעון דותן) est un réalisateur, producteur et scénariste israélien, né le 23 décembre 1949 à Adjud, en Roumanie.

## Filmographie

### Comme producteur
- 1982 : Tzlila Chozeret
- 1994 : Warriors
- 1996 : Coyote Run (pl)
- 1998 : You Can Thank Me Later (en)
- 2000⇔2001 : Cause of Death, de Marc S. Grenier
- 2000 : Wilder, de Rodney Gibbons
- 2000 : La Liste (The List), de Sylvain Guy
- 2001 : Témoins en sursis (Hidden Agenda), de Marc S. Grenier
- 2001 : Hidden Agenda: Behind the Scenes (vidéo)
- 2006 : Le Temps des Prisonniers (Hot House) (documentaire)
- 2007 : Diamond Dogs

### Comme réalisateur
- 1982 : Tzlila Chozeret
- 1986 : Hiuch HaGdi
- 1991 : The Finest Hour (en)
- 1994 : Warriors
- 1996 : Coyote Run (pl)
- 1998 : You Can Thank Me Later (en)
- 2006 : Le Temps des Prisonniers (Hot House) (documentaire)
- 2007 : Diamond Dogs
- 2015 : The settlers (Les colons) (documentaire)

### Comme scénariste
- 1982 : Tzlila Chozeret
- 1986 : Hiuch HaGdi
- 1991 : The Finest Hour (en)
- 2006 : Hot House (documentaire)

## Prix et distinctions
- 1982 : Ophir du cinéma du meilleur réalisateur pour Repeat Dive